# Фільтр згладжування
Фільтр згладжування (англ. AAF — anti-aliasing filter) — це фільтр, який використовується перед семплером сигналу для обмеження смуги пропускання сигналу, щоб задовольнити теорему вибірки Найквіста-Шеннона в діапазоні, що цікавить. Оскільки теорема стверджує, що однозначне відновлення сигналу з його вибірок можливе, коли потужність частот вище частоти Найквіста дорівнює нулю, sinc-фільтр є ідеалізованим, але непрактичним фільтром згладжування. Фільтр згладжування, який використовується на практиці, є компромісом між зменшеною пропускною здатністю та збільшеним аліасингом. Практичний фільтр згладжування, як правило, дозволяє виникати деякому згладженню або послаблювати або іншим чином спотворювати деякі внутрішньосмугові частоти, близькі до межі Найквіста. З цієї причини у багатьох практичних системах вибірка вище, ніж це теоретично вимагалося б для ідеального AAF, щоб гарантувати, що всі частоти, що цікавлять, можуть бути відновлені, практика, яка називається передвибіркою.

## Оптичні додатки
Pentax K-3 від Ricoh представив унікальний фільтр згладжування на основі сенсора. Фільтр працює за рахунок мікровібрації сенсорного елемента. Користувач може увімкнути або вимкнути вібрацію, вибравши згладжування або відсутність згладжування.

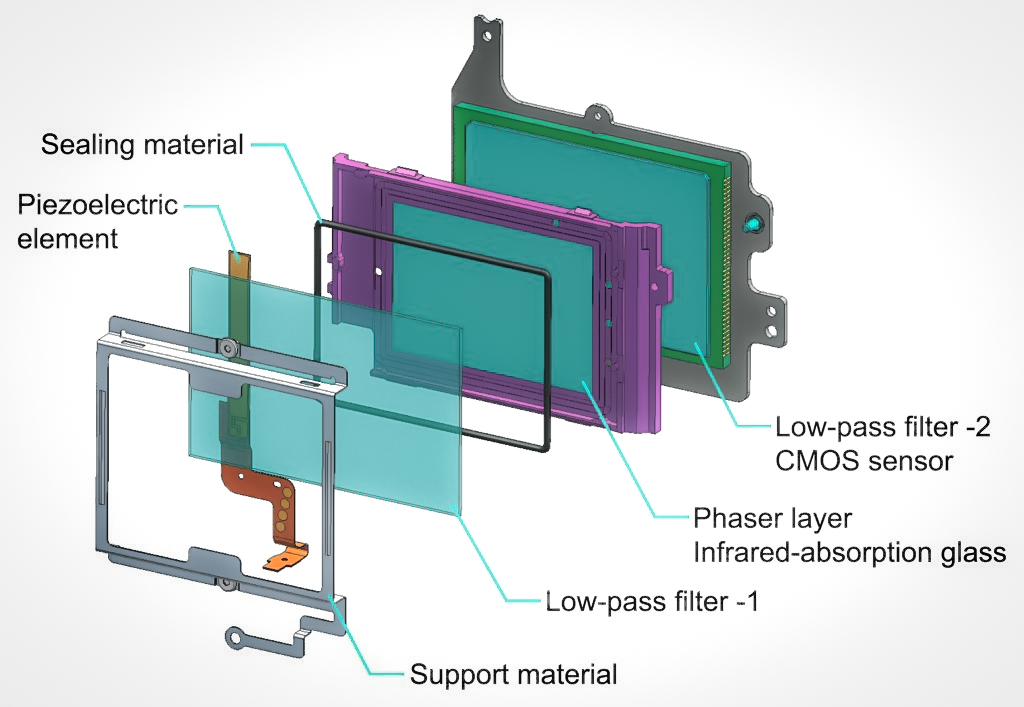
Оптичний фільтр низьких частот

У випадку вибірки оптичного зображення, як і для сенсор зображення в цифрових камерах, фільтр згладжування також відомий як оптичний фільтр низьких частот (OLPF — optical low-pass filter), фільтр розмиття або фільтр AA. Математика вибірки у двох просторових вимірах подібна до математики вибірки у часовій області, але технології реалізації фільтрів відрізняються.
Типова реалізація в цифрових камерах — це два шари подвійного заломлення матеріалу, такого як ніобат літію, який розподіляє кожну оптичну точку в кластер з чотирьох точок.Вибір поділу плям для такого фільтра передбачає компроміс між різкістю, згладжуванням і коефіцієнтом заповнення (відношення активної заломлюючої площі масиву мікролінз до загальної суміжної площі, яку займає масив). У монохромних, трьох-CCD або камері Foveon X3 лише мікролінзовий масив, якщо його ефективність майже 100 %, може забезпечити значну функцію згладжування, тоді як у камерах із кольоровими фільтрами (наприклад, фільтр Баєра) — додатковий фільтр, як правило, необхідний для зменшення псевдонімів до бажаного рівня.

## Аудіо програми
На вході аналого-цифрового перетворювача використовуються фільтри згладжування. Подібні фільтри використовуються як фільтри реконструкції на виході цифро-аналогового перетворювача. В останньому випадку фільтр запобігає утворенню зображень, процес, зворотний накладанню, коли внутрішньосмугові частоти відображаються поза смугою.

### Передвибірка
При передвибірці використовується вища проміжна цифрова частота дискретизації, так що майже ідеальний цифровий фільтр може різко обрізати накладення біля початкової низької частоти Найквіста і дати кращу фазову характеристику, в той час як набагато простіший аналоговий фільтр може зупинити частоти вище нового вищого Найквіста частота. Оскільки аналогові фільтри мають відносно високу вартість і обмежену продуктивність, послаблення вимог до аналогового фільтра може значно зменшити, як накладення, так і вартість. Крім того, оскільки деякий шум усереднений, вища частота дискретизації може помірно покращити відношення сигнал/шум.
Як альтернатива, сигнал може бути навмисно дискретизований з більшою швидкістю, щоб зменшити вимоги до фільтра згладжування. Наприклад, аудіо CD зазвичай розширюється до 20 кГц, але дискретизується з частотою Найквіста 22,05 кГц. Здійснюючи дискретизацію зі швидкістю на 2,05 кГц, вищою, ніж вимагає теорема про вибірку Найквіста-Шеннона, можна запобігти згладженню та ослабленню вищих аудіочастот навіть за допомогою менш ніж ідеальних фільтрів.

### Смугові сигнали
Часто фільтр згладжування є фільтром низьких частот; однак це не вимога. Узагальнення теореми вибірки Найквіста–Шеннона дозволяють відбирати інші сигнали з обмеженою смугою пропускання замість сигналів основної смуги.
Для сигналів, які мають обмежену пропускну здатність, але не зосереджені на нулі, смуговий фільтр можна використовувати як фільтр згладжування. Наприклад, це можна зробити за допомогою односмугового модульованого або частотно-модульованого сигналу. Якщо потрібно взяти вибірку FM-радіо з центром на частоті 87,9 МГц і обмеженою смугою пропускання до 200 кГц, тоді відповідний фільтр згладжування буде зосереджено на частоті 87,9 МГц із смугою пропускання 200 кГц (або смугою пропускання від 87,8 МГц до 88,0 МГц), і частота дискретизації буде не менше 400 кГц, але також має задовольняти інші обмеження, щоб запобігти аліасингу.

### Перевантаження сигналу
Дуже важливо уникати перевантаження вхідного сигналу при використанні фільтра згладжування. Якщо сигнал досить сильний, він може викликати відсікання в аналого-цифровому перетворювачі навіть після фільтрації. Коли спотворення через відсікання відбувається після фільтра згладжування, він може створювати компоненти за межами смуги пропускання фільтра згладжування; ці компоненти можуть потім псевдоніми, викликаючи відтворення інших негармонійно пов'язаних частот.